# Länsväg 370
De Zweedse weg 370 (Zweeds: Länsväg 370) is een provinciale weg in de provincie Västerbottens län in Zweden en is circa 126 kilometer lang.

## Plaatsen langs de weg
- Boliden
- Böle
- Bjurträsk
- Rentjärn
- Malå

## Knooppunten
- Riksväg 95 bij Boliden (begin)
- Länsväg 365 naar Norsjö
- Länsväg 363 (einde)